# Малекит Проклятый
Малекит Проклятый (англ. Malekith the Accursed) — суперзлодей, появляющийся в комиксах Marvel Comics. Является правителем Тёмных Эльфов из Свартальфхейма; вступил в конфликт с Тором. Когда-то обладал Ларцом Древних Зим.
Был изображен Кристофером Экклстоном в кинофраншизе Кинематографическая вселенная Marvel в фильме «Тор 2: Царство тьмы».

## История публикации
Созданный Уолтом Симонсоном, Малекит впервые появился в Thor №344-349 (июнь-ноябрь 1984 года). Впоследствии он появился в выпусках № 363 (январь 1986 года), 366-368 (апрель-июнь 1986 года), 485-487 (апрель-июнь 1995 года) и 489 (август 1995 года) от Thor.
Он выступал с гостями в фильмах «X-Force» и «Cable Annual 1997» и «Heroes for Hire # 14» (август 1998), а затем снова сражался с Тором в Thor vol. 2, № 29-32 (ноябрь 2000 года - февраль 2001 года). Позднее он появился в «The Incredible Hercules № 134» (ноябрь 2009 г.) и № 136 (декабрь 2009 г.).
В 2012 году Джейсон Аарон оживил его в серии Thor: God of Thunder, и он стал главным антагонистом в All New, All Different" Thor volume 4.

## Биография
Детство Малекита пришлось на время войны в Свартальфхейме. Двенадцать его старших братьев погибли во время войны с троллями. Его мать в конце концов продала его за два мешка змеиной печени и пол-бочки маринованных жаб. Работал сжигателем тел, кремируя тела после битвы, пока его не схватили тролли. В своей тюрьме он встретил волшебника, который помог ему сбежать и взял в ученики. В конце концов Волшебник хотел объединить свои силы для мира, однако Малекит отказался. Затем он убил волшебника и свою мать.

Позже Малекит заключил союз с Локи от имени огненного демона Сурта. Он взял под контроль ряд людей Земли, используя специальную пищу фейри, предоставленную Хелой. После этого Малекит убил Эрика Уиллиса, хранителя Ларца древних зим, определив его местонахождение. Будучи Магистром Гончих, Малекит выследил Роджера Уиллиса, сына Эрика и нового хранителя Шкатулки. Малекит сражался с Тором и похитил Лорелея. Используя Лорелея в качестве приманки, Малекит заставил Тора сражаться с Алгримом Сильным, одним из его последователей тёмных эльфов, а затем попытался уничтожить обоих комбатантов, погрузив их в магму. Затем он захватил у Роджера Уиллиса «Шкатулку древних зим». Малекит был в конечном счёте побежден Тором, но прежде он уничтожил Шкатулку Древних Зим, выпустив волшебную холодную силу по всей Земле. Затем Малекит был захвачен Тором в плен в Асгард.
Позже Малекит, замаскированный под Локи, чтобы занял его место в подземелье, в тот время как он переоделся Бальдра, который собирался короноваться правителем Асгарда. Курс, существо ранее известное как Алгрим, видит сквозь маскировку Малекита, когда он достигает города Асгард. Затем Курс сворачивает шею Малекита по-видимому убивая его.

Спустя много лет Малекит снова показался живым. Снова переодевшись Бальдером, он заручился Гераклом напасть на Альфрусу, Королеву Темных Эльфов Восточных Шпилей, пока переодевался как Тор. Его схема разгадана (частично из-за появления Тор, замаскированного под Геракл), и он был легко побежден Зевсом.

Малекит снова появился, намереваясь собрать кольца Мандарина. Позднее другие хозяева, несущие кольца, должны были встретиться с их смертью или увечьями от рук Малекита. В сюжетной линии «Кольца Мандарина» выясняется, что после возвращения его королевства Свартальхейма к нему подошло кольцо, ищущее хозяина, но согнувшее его волю к себе, а не позволяющее ему контролировать свой ум. Теперь он начал кампанию, чтобы атаковать всех других «Мандаринов» и взять их кольца, желая «полного набора», прежде чем напасть на Тони Старка. Хотя он обычно враг Тора и других магических существ, его противостояние Железному Человеку коренится в традиционной слабости эльфов к железу.
Малекит, бежавший из своей тюрьмы в Нифльхейме, неистовствует по всем девяти царствам на пути мести, нападая на любого Темного эльфа, который не предан ему. Несмотря на это братоубийство, совет темных эльфов выбирает его своим королем, так как Темные Эльфы уважают тех, кого они боятся. Однако оппозиция Малекиту объединила другие расы королевств, вызвав новый уровень взаимопонимания и сотрудничества. Враги царств заметили это и также сблизились.

Малекит Проклятый позже заставляет Тора потерять свою левую руку в бою после того, как женщина (позже показавшая, что была Джейн Фостер) подняла Мьёльнир и получила силы Тора. Планы Малекита пересекались с желанием Минотавра Рокссона получить больше источников энергии. Малекит и Минотавр договорились: Дарио отдал бы ему череп Лауфея в обмен на права на добычу полезных ископаемых всех областей, которые Малекит завоевывает. Тор появился на крыше острова Рокссон, чтобы остановить их сделку, но на нее напал Змей, который обладал Броней Разрушителя. Змей бросил Тора с острова Рокссон, и они продолжали сражаться на нефтяных полях внизу. Улетев, Малекит убедил Минотавра отпраздновать свою сделку темным эльфом, и он телепортировал их обоих в Альфхайм, где они убили различных Световых Эльфов. Затем Малекит и Минотавр отправились в Етунхейм. Используя кровь сотни убитых Световых Эльфов, Малекит выполнил заклинание, которое воскресило Короля Лауфея.
В рамках события All-New, All-Different Marvel Малекит Проклятый появляется как член Темного Совета вместе с Минотавром, Уликом, Лауфеем и некоторыми неназванными Огненными Демонами. Как и прежде, Малекит сосредотачивается на убийстве Световых Эльфов.

## Силы и способности
У Малекита есть все нормальные атрибуты члена расы тёмных эльфов, хотя его способности являются результатом развития выше среднего. Он обладает сверхчеловеческим интеллектом, силой, скоростью, выносливостью, прочностью, ловкостью и рефлексами.
В качестве тёмного эльфа Малекит также обладает способностью задействовать силы магии для различных эффектов, включая телепортацию, энергетическую проекцию, физическую пластичность, полёт (посредством превращения в туман), литьё иллюзий и способность изменять форму и появление других существ или объектов.
Малекит подвержен влиянию железа — оно разрушает или отменяет его магические заклинания.

## Другие версии

### Marvel Adventures
Малекит появился в выпуске «Marvel Adventures: The Avengers», где он пытается захватить Асгард с помощью «Ледяных гигантов», но он был побежден объединенными усилиями Мстителей и Тора.

## Вне комиксов

### Телевидение
- Малекит Проклятый появился в Мстители: Величайшие герои Земли в серии "Ларец Древнейших зим", озвучен Куинтоном Флинном.
- Малекит Проклятый появился в аминационном телесериале Халк и агенты У.Д.А.Р. в эпизоде "за Асгард", озвучен Джеймсом К. Матисом III.

### Фильм
- Малекит Проклятый делает своё краткое появление в анимационном фильме «Халк против Тора» 2009 года.[25]
- Малекит Проклятый появится в фильме Тор 2: Царство тьмы, которого сыграл Кристофер Экклстон.[26]

### Видеоигры
- Малекит Проклятый появляется как босс в игре Marvel: Avengers Alliance. Он снялся в 14-й спецмиссиях, которые вращаются вокруг сюжета из фильма Тор 2: Царство тьмы.
- Малекит Проклятый появился в игре Marvel Heroes.
- Малекит Проклятый появится в Lego Marvel Super Heroes,[27] , озвучен Стефеном Стэнтом. В бонусной миссии в Етунхейме, Малекит Проклятый сотрудничает с Лафеем, где они захватили Хеймдаля вызывая Тора и Локи, чтобы спасти Хеймдаля. Тор и Локи способны победить Малекита и освободить Хеймдаля.
- Малекит появляется как играбельный персонаж в игре Marvel Future Fight.